# Кечмания 11
Кечмания 11 (на английски: WrestleMania XI) е единадесетото годишно pay-per-view събитие от поредицата Кечмания, продуцирано от Световната федерация по кеч (WWF). Събитието се провежда на 2 април 1995 г. в Хартфорд, Кънектикът.

## Обща информация
Основното събитие е мач между нападателя на NFL Лорънс Тейлър, който се изправя срещу Бам Бам Бигелоу в резултат на спор, който се провежда между двамата на Кралски грохот през 1995 година. Тейлър печели мача, което води до изгонването на Бигелоу от Корпорацията за милиони на Тед Дибиаси. Шон Майкълс се изправя срещу Световния шампион в тежка категория на WWF Дизел в мач за титлата, но не успява да я спечели. Джеф Джарет запазва своята Интерконтинентална титла срещу Рейзър Рамон. Оуен Харт и неговият мистериозен партньор Йокозуна предизвикват Димящите дула за Световните отборни титли на WWF и ги печелят.
Мачът между Тейлър и Бигелоу е отразен в главните медии. Реакциите на мача са смесени: някои хора смятат, че Тейлър се представя изненадващо добре за не-кечист. Други смятат, че WWF, които натискат футболист да победи кечист, прави професионалният кеч да изглежда зле. Рецензиите за събитието като цяло също са смесени и събитието е наречено както най-лошата Кечмания на всички времена, така и събитието, спасило WWF.

## Резултати
| №                                         | Резултати | Правила                                                       | Време |
| ----------------------------------------- | --- | ------------------------------------------------------------- | ----- |
| 1                                         | Съюзническите сили (Лекс Лугър и Британският Булдог) побеждават Братята Блу (Джейкъб Блу и Илай Блу) (с Чичо Зебекия) | Отборен мач                                                   | 06:34 |
| 2                                         | Рейзър Рамон (с 1-2-3 Хлапето) поб. Джеф Джарет (ш) (с Роуди) чрез дисквалификация                                    | Индивидуален мач за Интерконтиненталната титла на WWF         | 13:32 |
| 3                                         | Гробаря (с Пол Беърър) поб. Кинг Конг Бънди (с Тед Дибиаси)                                                           | Индивидуален мач с Лари Йънг като специален гост съдия        | 06:36 |
| 4                                         | Оуен Харт и Йокозуна (с Мистър Фуджи и Джим Корнет) поб. Димящите дула (Били Гън и Барт Гън) (ш)                      | Отборен мач за Световните отборни титли на WWF                | 09:42 |
| 5                                         | Брет Харт поб. Боб Баклънд                                                                                            | Мач Предавам се с Роди Пайпър като специален гост съдия       | 09:34 |
| 6                                         | Дизел (ш) (с Памела Андерсън) поб. Шон Майкълс (със Сид и Джени Маккарти)                                             | Индивидуален мач за Световната титла в тежка категория на WWF | 20:35 |
| 7                                         | Лорънс Тейлър поб. Бам Бам Бигелоу (с Тед Дибиаси)                                                                    | Индивидуален мач с Пат Патерсън като специален гост съдия     | 11:42 |
| - (ш) – указва шампиона/шампионите в мача | |                                                               |       |